# Lista chorążych reprezentacji Nigerii na igrzyskach olimpijskich
Lista chorążych reprezentacji Nigerii na igrzyskach olimpijskich – lista zawodników i zawodniczek reprezentacji Nigerii, którzy podczas ceremonii otwarcia nowożytnych igrzysk olimpijskich nieśli flagę Nigerii.

## Chronologiczna lista chorążych
| Lp. | Rok i miejsce        | Chorąży              | Dyscyplina    |
| --- | -------------------- | -------------------- | ------------- |
| 1   | 1952, Helsinki       | b.d.                 |               |
| 2   | 1956, Melbourne      | b.d.                 |               |
| 3   | 1960, Rzym           | b.d.                 |               |
| 4   | 1964, Tokio          | b.d.                 |               |
| 5   | 1968, Meksyk         | b.d.                 |               |
| 6   | 1972, Monachium      | Benedict Majekodunmi | Lekkoatletyka |
| 7   | 1980, Moskwa         | b.d.                 |               |
| 8   | 1984, Los Angeles    | Yusuf Alli           | Lekkoatletyka |
| 9   | 1988, Seul           | Yusuf Alli           | Lekkoatletyka |
| 10  | 1992, Barcelona      | b.d.                 |               |
| 11  | 1996, Atlanta        | Mary Onyali-Omagbemi | Lekkoatletyka |
| 12  | 2000, Sydney         | Sunday Bada          | Lekkoatletyka |
| 13  | 2004, Ateny          | Mary Onyali-Omagbemi | Lekkoatletyka |
| 14  | 2008, Pekin          | Bose Kaffo           | Tenis stołowy |
| 15  | 2012, Londyn         | Sinivie Boltic       | Zapasy        |
| 16  | 2016, Rio de Janeiro | Olufunke Oshonaike   | Tenis stołowy |
| 17  | 2018, Pjongczang     | Ngozi Onwumere       | Bobsleje      |
| 18  | 2020, Tokio          | Odunayo Adekuoroye   | Zapasy        |
| 18  | 2020, Tokio          | Quadri Aruna         | Tenis stołowy |
| 19  | 2022, Pekin          | Seun Adigun          | Bobsleje      |